# Nisse Strinning

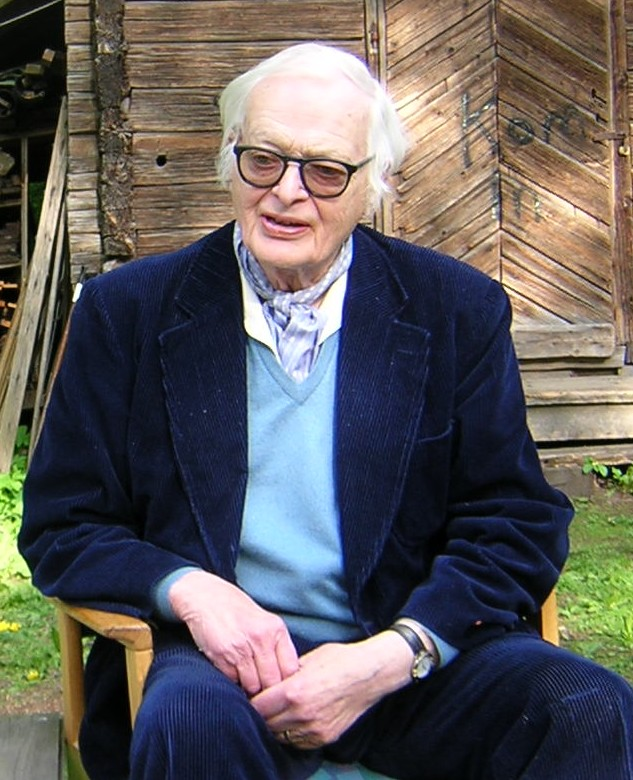
Nisse Strinning im Mai 2003

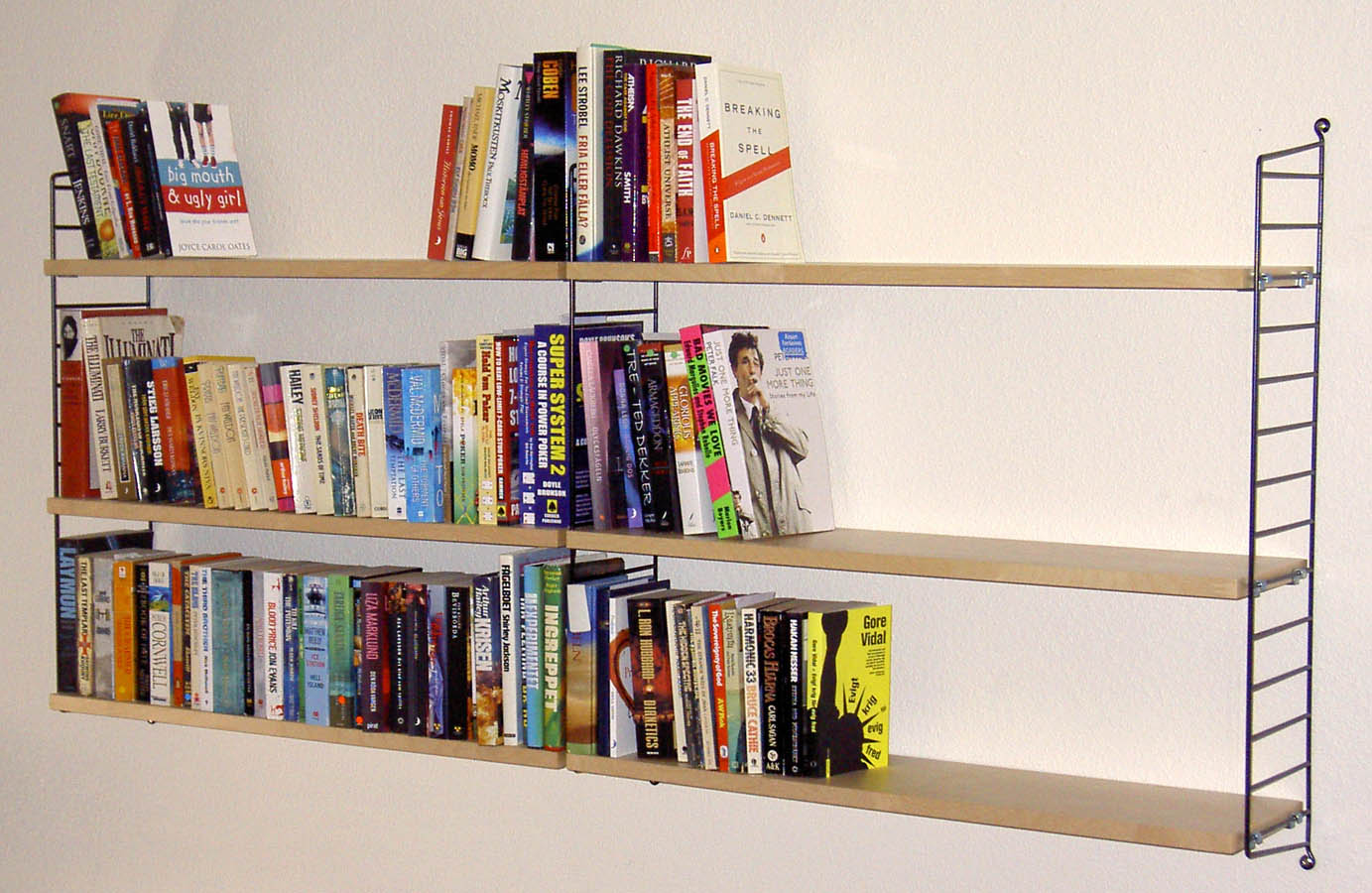
String-Bücherregalsystem

Nisse Strinning (eigentlich Nils Strinning; * 8. Dezember 1917 in Kramfors; † 10. Mai 2006 in Saltsjöbaden) war ein schwedischer Architekt und Designer.
Er stammt aus einer schwedischen Familie mit Ursprung aus dem 17. Jahrhundert in Ångermanland. Der Name wurde zu Beginn des 20. Jahrhunderts von der Familienfarm Strinningen (Karte) nördlich von Härnösand übernommen.
Nisse Strinning wurde vor allem durch das String-Bücherregalsystem bekannt, das er mit seiner Frau, der Designerin Kajsa Strinning, 1949 für einen Wettbewerb entworfen hatte, den der schwedische Buchverlag Bonniers folkbibliotek ausgeschrieben hatte.
In den 1940er Jahren studierte er Architektur an der Königlich Technischen Hochschule Stockholm. Schon als Student entwarf er einen Geschirrkorb, der aus mit Kunststoff beschichteten Metalldrähten bestand. Das Abtropfbrett ELFA (nicht mit dem gleichnamigen Elektronikunternehmen zu verwechseln) wurde sehr populär.
Im Jahr 1952 gründete er die Unternehmen String Design AB und Swedish Design AB. Zusammen mit seiner Frau entwarf er zwischen 1960 und 1970 zahlreiche Möbel. Die Arbeiten Nisse Strinnings gelten heute als zeitlose Designklassiker.

## Auszeichnungen und Ausstellungen (Auswahl)
- 1949 Erster Preis des Bonnier Bücherregal-Wettbewerbs
- 1954 Goldmedaille, Triennale, Mailand
- 1954 Ausstellung Design in Scandinavia, USA
- 1955 Ausstellung h55, Helsingborg
- 1993 und 1999: Auszeichnung für erstklassiges schwedisches Design von der Schwedischen Gesellschaft für Handwerk und Design (Svensk Form)
- 1999 Designpreis von Svensk Form
- 2004–2006 Ausstellung Skandinavisches Design – Jenseits des Mythos, Berlin, Mailand, Gent, Prag, Budapest, Riga, Glasgow, Kopenhagen, Göteborg, Oslo
- 2005 Ausstellung H05/Allrum, Helsingborg
- 2006 Ausstellung H05/Allrum, Paris, Rathaus
- 2006 Ausstellung Stars & stripes mixed with yellow & blue, Schwedische Botschaft, Washington, D.C., USA
- 2010 Swedish love stories, Superstudio Piú, Mailand